# James Burton Telecaster
James Burton Telecaster je potpisani model kojeg je proizvela tvrtka Fender Musical Instruments Corporation. Model je s Danom Smithom iz tvrtke Fender dizajnirao američki country pjevač i gitarista James Burton. Gitara u završnom obliku bila je dostupna u standardnoj, i u nadograđenoj verziji.
Tijekom svoje duge glazbene karijere Burton je obje ove verzije Fender Telecaster gitara koristio svirajući s: Elvisom Presley, Merle Haggardom, Ricky Nelsonom, Emmylou Harrisom, John Denverom, Suzi Quatro, i mnogim drugim poznatim glazbenicima.

## Standardni model
Standardni James Burton Telecaster gitara proizvedena je 1996. godine. Izgrađena je s punim, čvrstim tijelom od johe na koje je pričvršćena jednoslojna ploča. Završnica je urađena u candy apple boji.

Burton je za svoj model našao inspiraciju u Telecaster modelu iz 1953. godine, kojeg je 1957. godine koristio s pjevačem i gitaristom Dale Hawkinsom pri snimanju poznate hit pjesme Susie Q.

Vrat gitare izrađen je iz jednog komada javora, u vintage stilu. Ostala oprema uključuje standardni Telecasterov most sa šest sedla za položaj žica, par Texas jednostrukih elektromagneta, tropojasni preklopnik za odabir sheme spoja elektromagneta, i Ping modele mašinica. Ovaj model gitare proizveden je u Mesiku.

## Nadograđeni model
Ovaj model gitare punog tijela izgrađen je od lipe, u olympic pearl, ili u dizajnu plamenih jezičaka u blue ili red paisley s crnom pozadinom.

Model se temelji na Telecaster red paisley modelu (popularno nazvanom Pink Paisley) iz 1963. godine kojeg je Burton koristio od 1969. – 1977. godine. na turneji s Elvisom Presleyjem.

Elektronika uključuje tri posebno Burton dizajnirana crna jednostruka elektromagneta (montirani slično izgledaju kao na modelu Fender Stratocaster) i petopolni preklopnik za odabir uporabne sheme elektromagneta. U kombinaciji s S-1 preklopnikom omogućava se dodatna paleta kombinacije tona. Ostala oprema uključuje pozlaćeni fiksni most, crne ili pozlaćene Schallerove mašinice, i pozlaćene potove tona i glasnoće. Ova gitara dizajnirana je 2005. godine za James Burton Zakladu u Shreveportu, u Louisiani.

Originalni model nadograđen je 1991. godine s tri Lace Sensor elektromagneta (plavi elektromagnet pri vratu, silver u sredini, i crveni pri mostu gitare), i s TBX regulatorom tona. Ovaj uređaj omogućava dvostruku kontrolu tona, a funkcionira tako da podešen na 12 sati pruža neutralan ton, dok bi dodavanjem vrijednosti lijevo/desno ton se mijenjao. Ovaj model gitare dostupan je u crnoj s gold paisley zatim, crnoj s candy red paisley, perl white i frost red kombinaciji boja.

## Vanjske poveznice
- James Burton.